# American Gothic (serie televisiva 2016)
American Gothic è una serie televisiva statunitense di genere drammatico creata da Corinne Brinkerhoff. La CBS annunciò una stagione di 13 episodi il 9 ottobre 2015. La serie è andata in onda per la prima volta il 22 giugno 2016. Il 17 ottobre 2016 la CBS cancella la serie dopo una stagione.

## Trama
Gli Hawthornes, una facoltosa famiglia altoborghese di Boston, vengono sconvolti in seguito alla scoperta della doppia vita del patriarca, il quale potrebbe aver avuto un passato da serial killer. A deteriorare i rapporti già delicati tra i familiari sono i pesanti sospetti che l'omicida abbia avuto un complice tra i membri della stessa famiglia.

## Episodi
Ogni episodio della serie prende il nome da una nota opera d'arte americana e presenta un riferimento visivo al dipinto omonimo all'interno dell'episodio.
| Stagione       | Episodi | Prima TV USA | Prima TV Italia |
| -------------- | ------- | ------------ | --------------- |
| Prima stagione | 13      | 2016         | 2016            |

## Personaggi e interpreti

### Principali
- Alison Hawthorne-Price,[4] interpretata da Juliet Rylance e doppiata da Daniela Calò. La sorella maggiore bisessuale della famiglia in carica per diventare sindaco, madre di due gemelle.
- Garrett Hawthorne, interpretato da Antony Starr[5] e doppiato da Andrea Lavagnino. Il misterioso fratello maggiore tornato in città dopo 14 anni di assenza
una volta avuto notizia dell'infarto del padre.
- Cam Hawthorne, interpretato da Justin Chatwin[6] e doppiato da Emiliano Coltorti.
Il fratello minore, un fumettista ed ex tossicodipendente, marito di Sophie e padre di Jack, bambino di otto anni afflitto da un grave disturbo.
- Tessa Ross, interpretata da Megan Ketch[6] e doppiata da Gemma Donati.
È la più giovane dei fratelli Hawthorne, moglie di Brady ed insegnante di una scuola pubblica.
- Brady Ross,[7] interpretato da Elliot Knight e doppiato da Gianluca Cortesi.
È il marito di Tessa, poliziotto della Boston Police Department che indaga sugli omicidi di Silver Bell.
- Sophie Hawthorne,[4] interpretata da Stephanie Leonidas e doppiata da Gaia Bolognesi.
È la moglie di Cam, da cui si era separato, anche lei con problemi di tossicodipendenza e madre di Jack.
- Jack Hawthorne,[4] interpretato da Gabriel Bateman e doppiato da Lorenzo D'Agata.
Il figlio di otto anni psicopatico di Cam e Sophie.
- Madeline Hawthorne,[7] interpretata da Virginia Madsen e doppiata da Roberta Greganti. 
Moglie di Mitch e madre di Alison, Garrett, Tessa e Cam. La matriarca della famiglia.

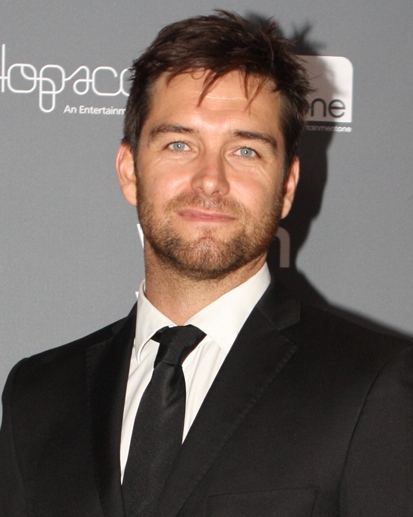
Antony Starr
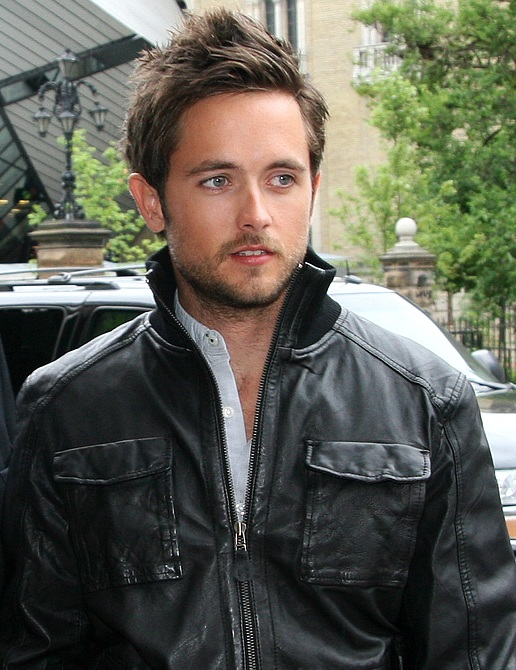
Justin Chatwin
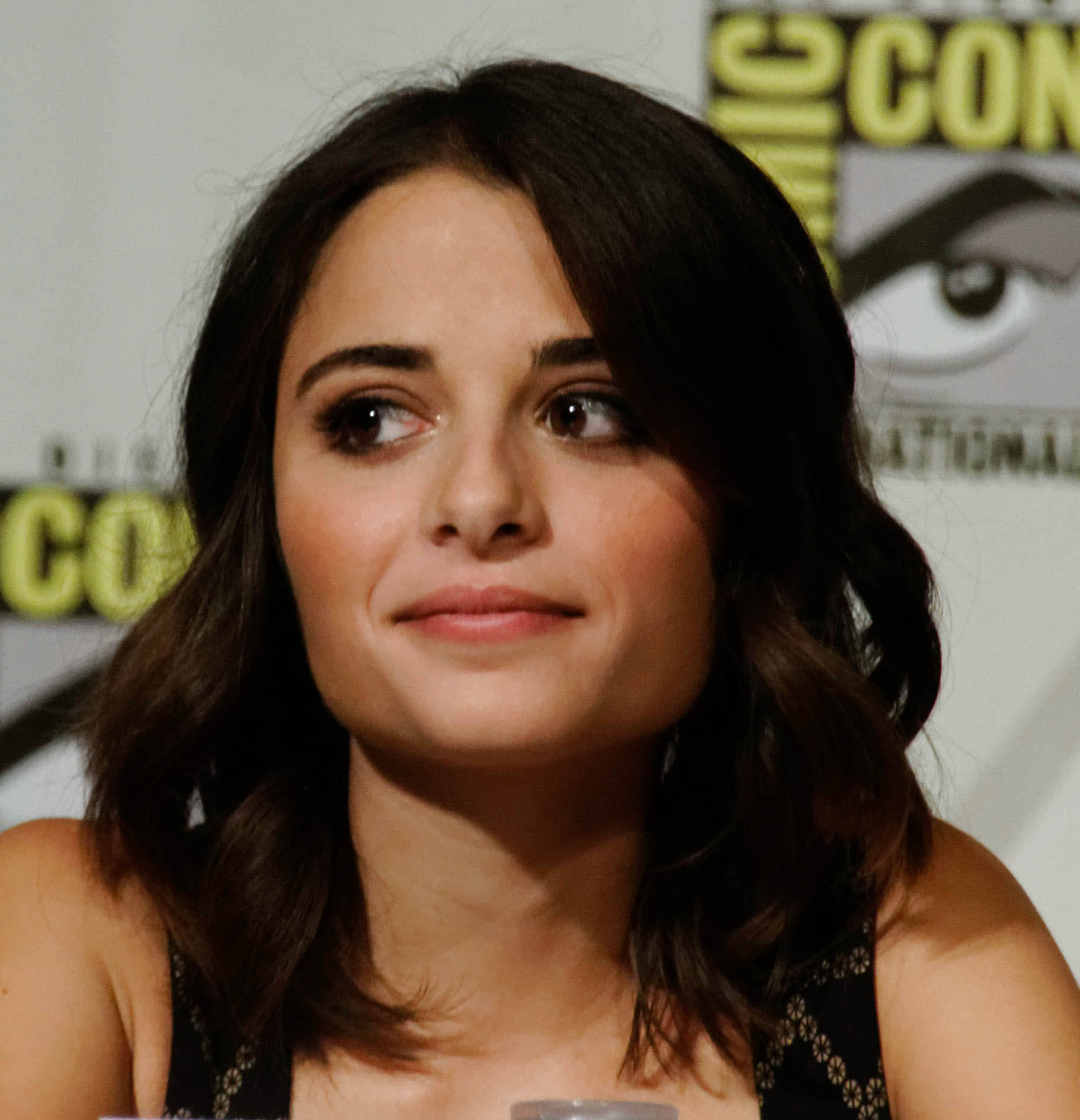
Stephanie Leonidas
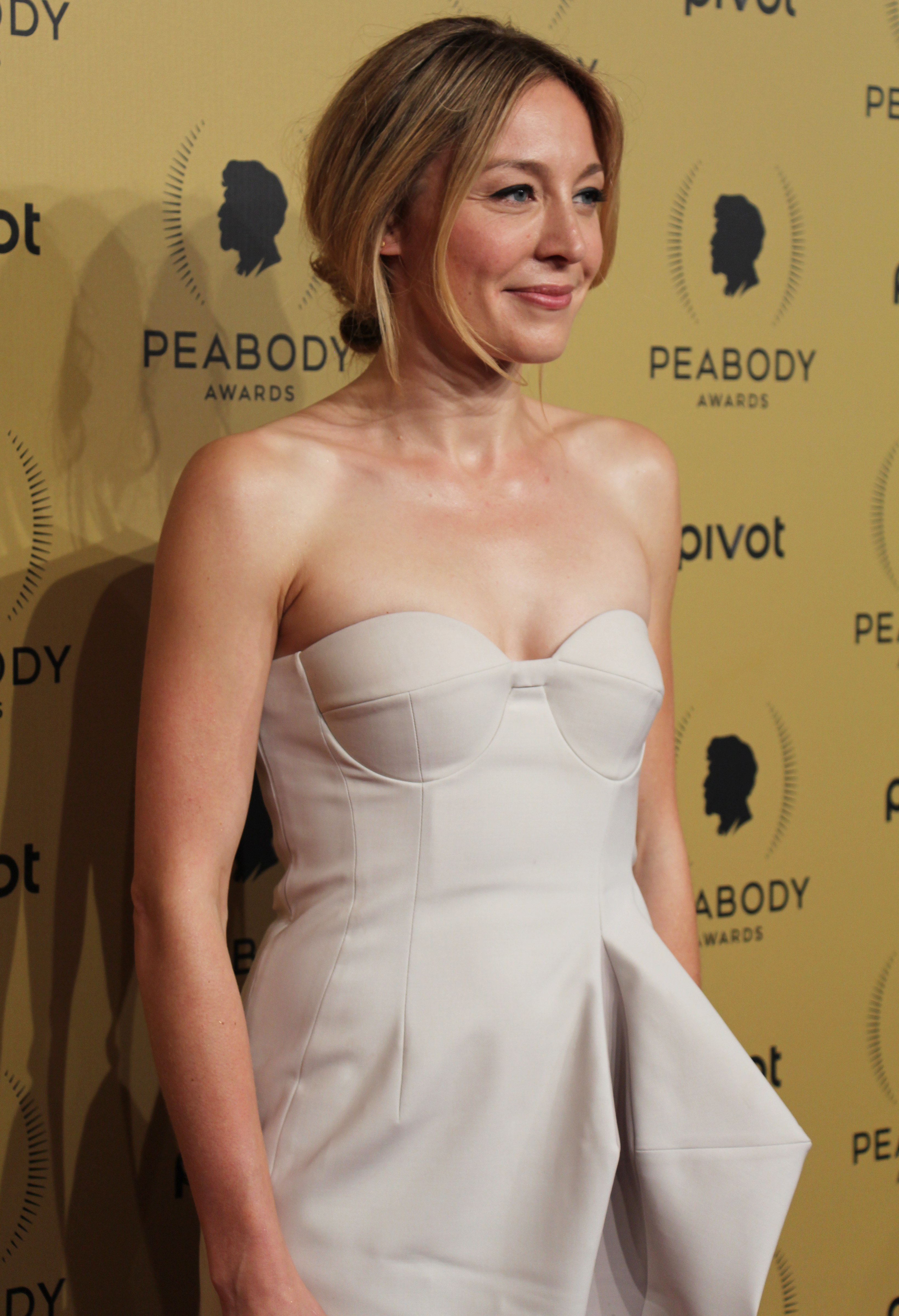
Juliet Rylance
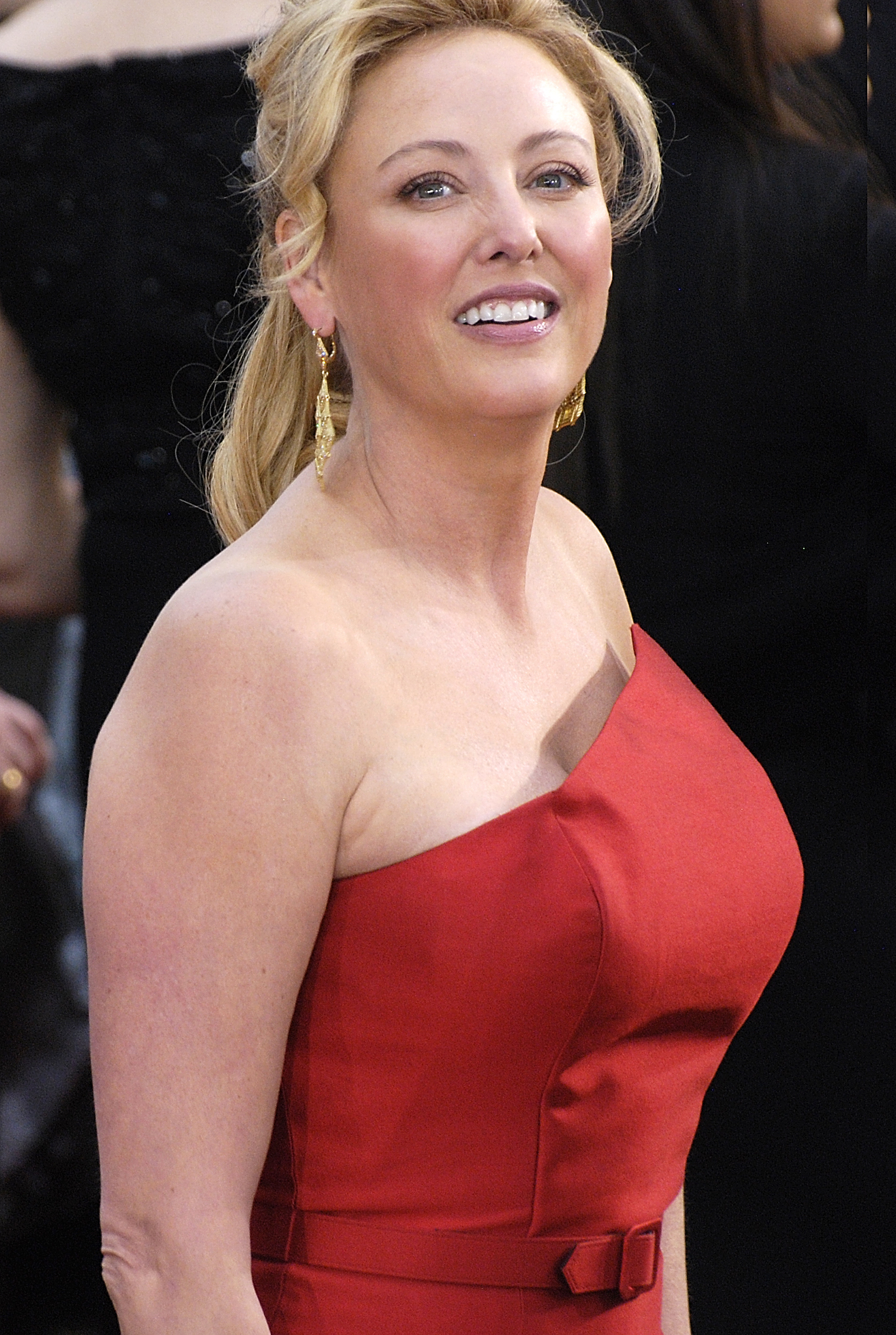
Virginia Madsen

### Ricorrenti
- Sindaco Conley interpretato da Enrico Colantoni, sindaco in carica con cui Alison è in corsa per la prossima elezione, un ex ispettore di sicurezza
- Mitch Hawthorne interpretato da Jamey Sheridan, marito di Madeline, padre di Alison, Garrett, Tessa e Cam
- Tom Price interpretato da Dylan Bruce, marito di Alison
- Naomi Flynn interpretata da Maureen Sebastian, manager della campagna ed amante di Alison
- Detective Linda Cutter interpretata da Deirdre Lovejoy, superiore di Brady e capo investigatore della riapertura del caso del KDC
- Christina Morales interpretata da Catalina Sandino Moreno, una dottoressa e figlia dell'ultima vittima del KDC
- Dana interpretata da Teresa Pavlinek, esaminatore medico che lavora con Brady e con la Detective Cutter
- Jennifer Windham interpretata da Sarah Power, reporter televisiva
- Harper e Violet Hawthorne-Price interpretate da Natalie Prinzen-Klages e Nora Prinzen-Klages, figlie di Alison e Tom
- Garret Hawthorne (da giovane) interpretato da Michael Doonan

## Produzione
Nel novembre del 2014 la CBS comprò la sceneggiatura scritta da Corinne Brinkerhoff, già autrice e co-produttrice di The Good Wife e Elementary, per una potenziale nuova serie intitolata American Gothic, incentrata sul coinvolgimento di una prominente famiglia di Boston in un intricato caso di omicidi seriali, che non presenta particolari legami con l'omonima serie del 1995 trasmessa dalla stessa emittente, né con il noto dipinto di Grant Wood.
Il 9 ottobre 2015 la rete diede il via libera alla produzione di tredici episodi, presentando il progetto come una serie «ricca di suspense, intrigo e un finale esplosivo da lasciare senza fiato».
Il 7 dicembre 2015 Justin Chatwin e Megan Ketch entrarono nel cast per i ruoli di Cam e Tessa Hawthorne, mentre nel seguente mese di gennaio furono ingaggiati Antony Starr, per il ruolo del fratello maggiore degli Hawthorne, Juliet Rylance, per il ruolo della politicante Alison, Stephanie Leonidas, interprete della moglie di Cam, Gabriel Bateman, per la parte di suo figlio Jack, e Virginia Madsen, interprete della matriarca Madeline. Il cast principale si completò poi il 10 febbraio con l'ingresso di Elliot Knight, interprete del marito di Tessa.
Matt Shakman ha diretto il primo episodio. Le riprese della prima stagione si svolsero tra i mesi di marzo e luglio 2016 nei dintorni di Toronto, con diversi esterni effettuati nella città in cui è ambientata, Boston.

## Distribuzione
Come annunciato il 17 marzo 2016, la serie venne trasmessa dal 22 giugno 2016 sulla CBS, venendo distribuita anche online attraverso i servizi CBS All Access e Amazon Prime Video. Il primo trailer era stato distribuito il 28 aprile 2016, accompagnato dalla tagline «a thirteen part murder mystery» (un giallo in tredici parti). Dopo il termine della prima stagione, considerata la scarsa popolarità guadagnata dalla serie, il 17 ottobre 2016 la CBS confermò l'intenzione di non produrre ulteriori episodi.
In Italia va in onda dal 15 settembre 2016 su Rai 2.

## Accoglienza
American Gothic detiene un punteggio di 51 su 100 su Metacritic basato su 23 recensioni. Il sito web di recensioni Rotten Tomatoes ha riportato il 59% basata su 23 recensioni. Una delle recensioni del sito web dichiara: "American Gothic potrebbe non ispirare molto, eppure è promettente come un misterioso omicidio familiare alla fine possa essere abbastanza coinvolgente."